# Iakov Protazanov
Iakov Aleksandrovici Protazanov (în rusă Яков Александрович Протазанов; n. 4 februarie 1881, Moscova, Imperiul Rus – d. 8 august 1945, Moscova, RSFS Rusă, URSS) a fost un regizor și scenarist rus / sovietic și unul dintre părinții cinematografiei din Rusia.

## Filmografie selectivă
- 1924 Aelita (1924)
- 1927 Al 41-lea (Сорок первый)
- 1929 Бахчисарайский фонтан (Bakchisarayskiy fontan)  (1929)
- 1943 Emirul din Buhara

## Vezi și
- Listă de regizori ruși